# Copa Julio Roca 1939/40
Copa Julio Roca 1939/40 - turniej towarzyski o puchar Julio Roca odbył się po raz czwarty w 1939 i w 1940 roku. W turnieju uczestniczyły zespoły: Argentyny i Brazylii.

## Mecze
| 15 stycznia 1939 Rio de Janeiro |  | Brazylia | 1 | - | 5 | Argentyna |

| 22 stycznia 1939 Rio de Janeiro |  | Brazylia | 3 | - | 2 | Argentyna |

Pierwotnie termin trzeciego mecz planowano na 25 stycznia 1939 roku, jednak po incydentach po meczu z 22 stycznia, zdecydowano dokończyć rozgrywki w lutym 1940 roku.
| 18 lutego 1940 São Paulo |  | Brazylia | 2 | - | 2, po dogrywce (1-1) | Argentyna |

| 25 lutego 1940 São Paulo |  | Brazylia | 0 | - | 3 | Argentyna |

## Końcowa tabela
| M | Reprezentacja | L.m. | Zw. | Rem. | Por. | Bramki | R.br. | Pkt |
| 1 | Argentyna     | 4    | 2   | 1    | 1    | 12:6   | +6    | 5   |
| 2 | Brazylia      | 4    | 1   | 1    | 2    | 6:12   | -6    | 3   |

Triumfatorem turnieju Copa Julio Roca 1939/40 został zespół Argentyny.